# Matyáš Vágner
Matyáš Vágner (Praag, 5 februari 2003) is een Tsjechische doelman die onder contract ligt bij Slavia Praag.

## Carrière
Vágner ruilde de jeugdopleiding van Tempo Praag in 2016 voor die van Slavia Praag. Op 18 maart 2021 maakte hij zijn officiële debuut in het eerste elftal van de club: in de Europa League-wedstrijd tegen Rangers FC kwam hij in de 65e minuut de geblesseerde Ondřej Kolář vervangen, nadat die laatste hard in contact was gekomen met Rangers-aanvaller Kemar Roofe. Vágner hield zijn netten schoon in de resterende tijd van de wedstrijd, waarmee hij zijn club aan een 0-2-overwinning en bijbehorende kwalificatie voor de kwartfinale hielp.

## Clubstatistieken
| Seizoen         | Club            | Land              | Competitie      | Competitie | Competitie | Beker | Beker | Supercup | Supercup | Europees | Europees | Totaal | Totaal |
| Seizoen         | Club            | Land              | Competitie      | Wed.       | Dlp.       | Wed.  | Dlp.  | Wed.     | Dlp.     | Wed.     | Dlp.     | Wed.   | Dlp.   |
| --------------- | --------------- | ----------------- | --------------- | ---------- | ---------- | ----- | ----- | -------- | -------- | -------- | -------- | ------ | ------ |
| 2020/21         | Slavia Praag    | Vlag van Tsjechië | Fortuna Liga    | 2          | 0          | 0     | 0     | —        | —        | 1        | 0        | 3      | 0      |
| Carrière totaal | Carrière totaal | Carrière totaal   | Carrière totaal | 2          | 0          | 0     | 0     | 0        | 0        | 1        | 0        | 3      | 0      |

Bijgewerkt op 25 mei 2021.
1 Kolář ·
2 Chaloupek ·
3 Holeš  ·
4 Zima ·
5 Ogbu ·
6 Wallem ·
8 Masopust ·
10 Zafeiris ·
11 Fila ·
12 Diouf ·
13 Chytil ·
14 Michez ·
17 Provod ·
18 Bořil ·
19 Dorley ·
20 Bužek ·
21 Douděra ·
22 Vorlický ·
23 Ševčík ·
24 Mandous ·
25 Chorý ·
26 Schranz ·
27 Vlček ·
31 Kinský ·
32 Lingr ·
33 Zmrzlý ·
35 Jurásek ·
36 Staněk ·
Coach: Trpišovský
· Assistent-coach: Řehák
· Keeperstrainer: Černý